# Insight (veřejná organizace)
Insight je ukrajinská LGBTQI organizace. Na rozdíl od většiny ukrajinských LGBT organizací, které se zaměřují převážně na homosexuální muže a muže mající sex s muži obecně, patří Insight spíš mezi organizace pro lesby, bisexuální ženy, translidi, queer a intersexuály. Insight je jednou z několika veřejných organizací pracujících s transgender.

## Historie a aktivity
V roce 2010 spustila Insight za finanční podpory ILGA Europe a ASTRAEA první sociologický výzkum situace ukrajinských transgender s názvem «Situace transgender na Ukrajině».
V r. 2011 byla vydána za finanční podpory Heinrich Böll Foundation (Warsaw) první ukrajinská studie na téma LGBT rodin «LGBT rodiny na Ukrajině: sociální praxe a právní úprava».
V r. 2012 byla vydána za finanční podpory amFAR studie «Občanská práva transgender».
V roce 2013 prezentovala Insight stínovou zprávu «Porušování lidských práv leseb, gayů, bisexuálů a translidí (LGBT) na Ukrajině» na 108. schůzi OSN Výboru pro lidská práva v Ženevě.

## Spolupráce
Insight je součástí Koalice pro boj s diskriminací na Ukrajině (ukrajinsky:Коаліція з протидії дискримінації в Україні), ILGA a Transgender Europe. Taktéž spolupracuje s dalšími ukrajinskými lidskoprávními organizacemi, zejména na projektu Centrum pro sociální akce bez hranic.